# Adam Bohorič
Adam Bohorič (ur. ok. 1520 w Reichenburgu, zm. 1598) – słoweński językoznawca i protestancki kaznodzieja. W 1584 r. napisał książkę Articae horulae succisivae (słow. Zimske urice), która była opisem ortografii słoweńskiej.

## Życiorys
Urodził się ok. 1520 roku w okolicach Reichenburgu (dzisiejszej Brestanicy). Studiował na Uniwersytecie w Wittenberdze pod zwierzchnictwem Filipa Melanchtona. Po powrocie w rodzime okolice założył szkołę w Kršku. W 1556 roku został dyrektorem szkoły w Lublanie. W 1582 przeszedł na emeryturę. W 1598 został wygnany. Umarł prawdopodobnie wkrótce potem, w nieznanym miejscu.

## Dzieła
Bohorič zajmował się pisaniem alfabetów, słowników i gramatyk:
- ok. 1580 – Elementale Labacense (alfabet w języku niemieckim, łacińskim i słoweńskim)
- ok. 1580 – Nomenclatura trium liguarum (łacińsko-niemiecko-słoweński słowniczek)
- 1584 – Articae horulae (Zimske urice, gramatyka)

Najważniejsza jest gramatyka Articae horulae, pierwsza słoweńska gramatyka. Jej wartość naukowa nie jest duża, gdyż została stworzona na wzór łacińskiej gramatyki Filipa Melanchtona, bez uwzględnienia specyfiki słoweńszczyzny, m.in. systemu przypadków. Ważniejsza jest łacińska przedmowa z tendencją patriotyczną.
Współpracował z Jurijem Dalmatinem przy ostatecznej wersji pierwszego słoweńskiego przekładu Pisma Świętego – Biblii Jurija Dalmatina.

## Język i styl
Bohorič nie pisał w języku słoweńskim, jego kontakt z tym językiem był tylko pośredni, gdy w swojej gramatyce próbował określić jego formy i prawa. W swoich poglądach na ortografię i język wzorował się na Trubarze i Dalmatinie, w alfabecie wzorował się na Trubarze z poprawkami po Krelju. Dlatego ten alfabet w czasie Prešerna został nazwany bohoričicą. Jego styl w przedmowie gramatyki jest gładki, dydaktyczny.